# Platythorus
Platythorus is een geslacht van rechtvleugeligen uit de familie doornsprinkhanen (Tetrigidae). De wetenschappelijke naam van dit geslacht is voor het eerst geldig gepubliceerd in 1900 door Morse.

## Soorten
Het geslacht Platythorus  is monotypisch en omvat slechts de volgende soort:
- Platythorus camurus (Morse, 1900)